# Quezalguaque
Quezalguaque är en kommun (municipio) i Nicaragua med 9 515 invånare (2012). Den ligger i den västra delen av landet, 15 kilometer norr om León, i departementet León. Quezalguaque är ett gammalt indiansamhälle som på 1530-talet var residensstad för Nicaraguas förste biskop.

## Geografi
Kommunen ligger på slättlandet mellan den vulkaniska bergskedjan Cordillera Los Maribios och Stilla havet. Quezalguaque gränsar till kommunerna Telica i öster, León i söder, Chichigalpa i väster samt Posoltega i både väster och norr.

## Historia
Quezalguaque är ett av de gamla indiansamhällena som existerade innan spanjorernas ankomst på 1500-talet. Prästen Fray Francisco de Bobadilla besökte platsen 1528. Vid landets första folkräkning år 1548 hade Quezalguaque 625 invånare. Quezalguaque betalade sin skatt till biskopsstiftet i Nicaragua och var också residensort för Nicaraguas första biskop, Diego Álvarez de Osorio.

## Näringsliv
Quezalguaque är en jordbruksbygd. De främsta grödorna som odlas är sojabönor, jordnötter, sorghum, ris, sesamfrön, sockerrör, majs och bönor.

## Religion
Quezalguaque firar sin festdag den 17 februari till ära av Vår Fru av Remedios.